# Дрогомирецький Никола
Дрогомирецький Никола — український громадський діяч. З походження шляхтич гербу Сас де Говора. Делегат Української Національної Ради ЗУНР, представляв Буковину .